# VFD (entreprise)
Pour les articles homonymes, voir VFD.

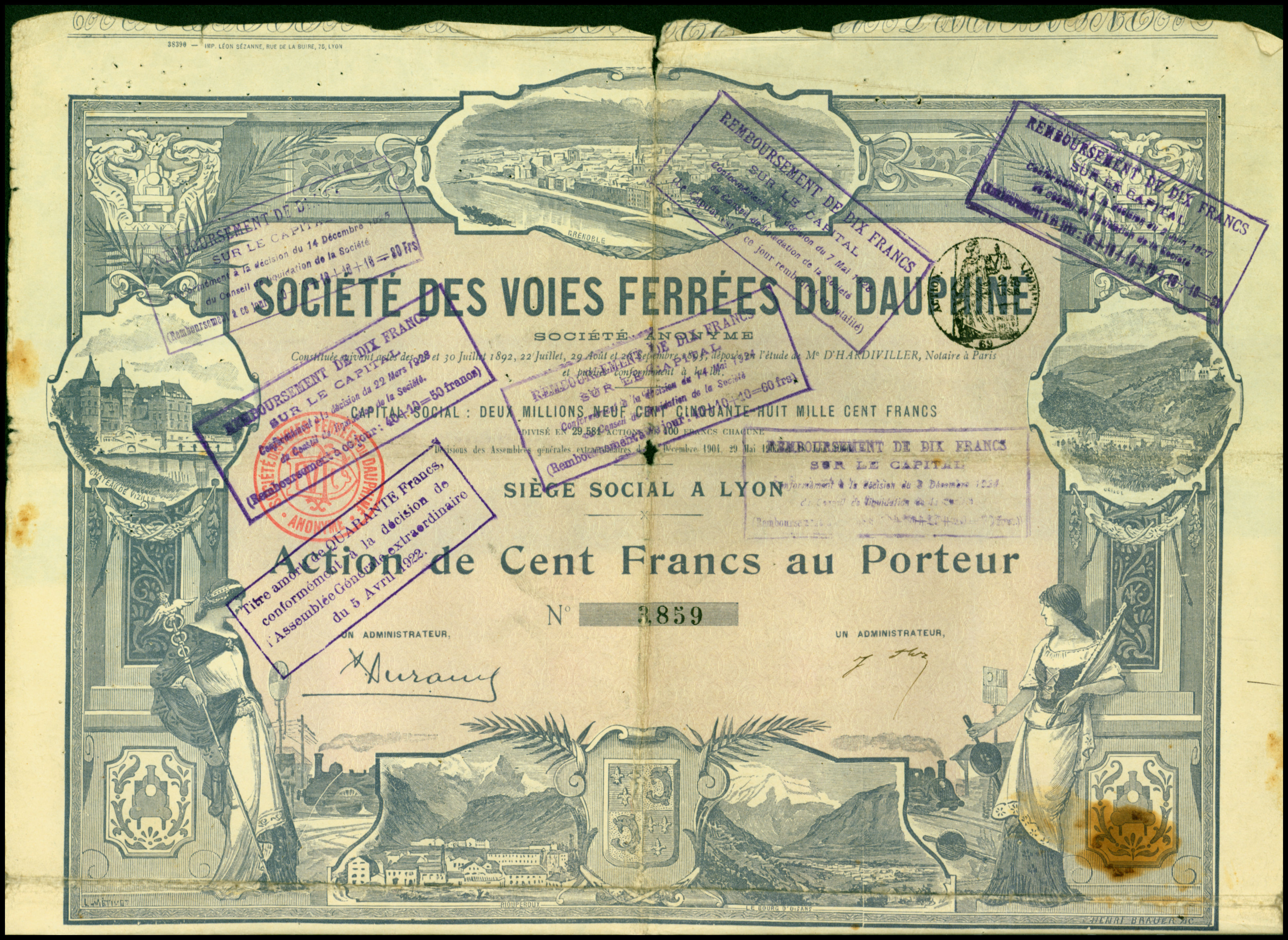
Action de la Société des Voies Ferrées du Dauphine en date du 18 juillet 1906

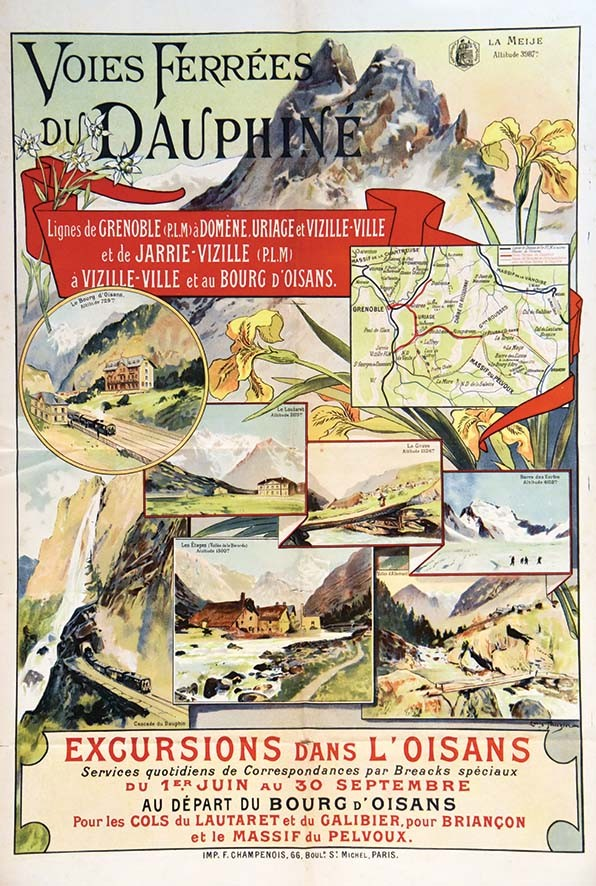
Affiche publicitaire (vers 1900)

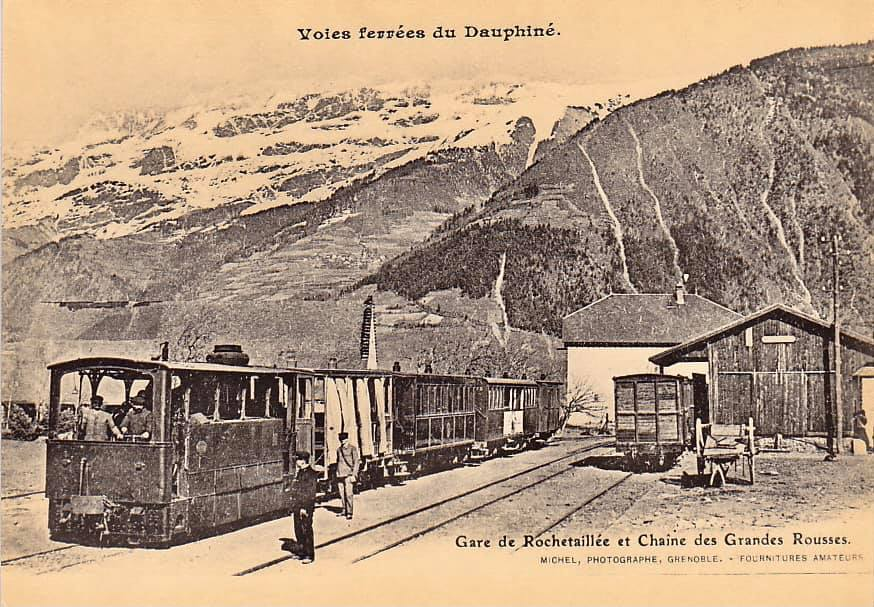
Un train à Rochetaillée

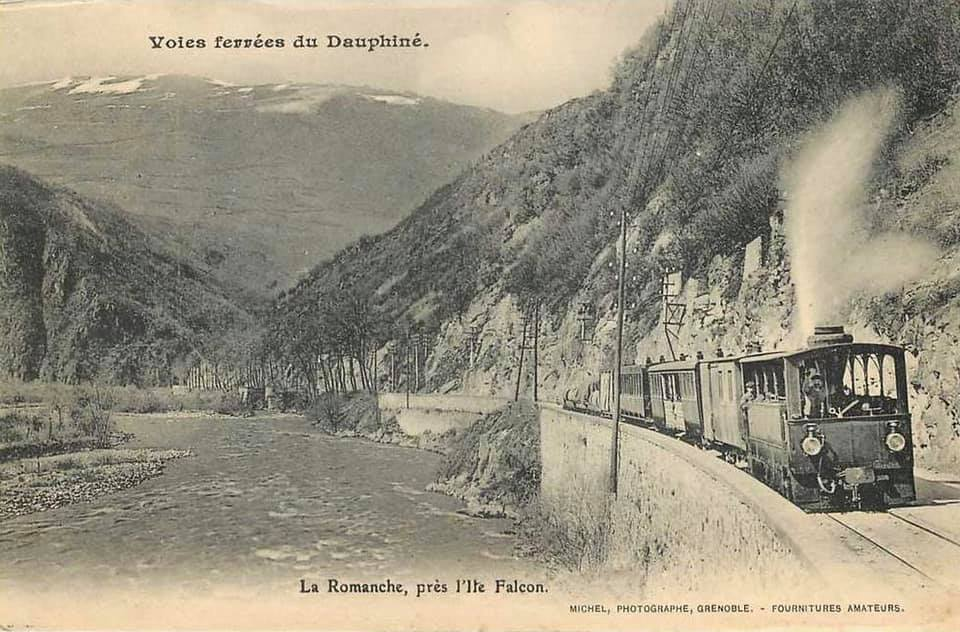
Un train dans la vallée de la Romanche.

VFD, auparavant Société des voies ferrées du Dauphiné (SVFD), puis régie départementale des Voies ferrées du Dauphiné, puis Société d'économie mixte VFD, est une entreprise privée active principalement en Isère, spécialisée dans le transport de voyageurs.

## Histoire

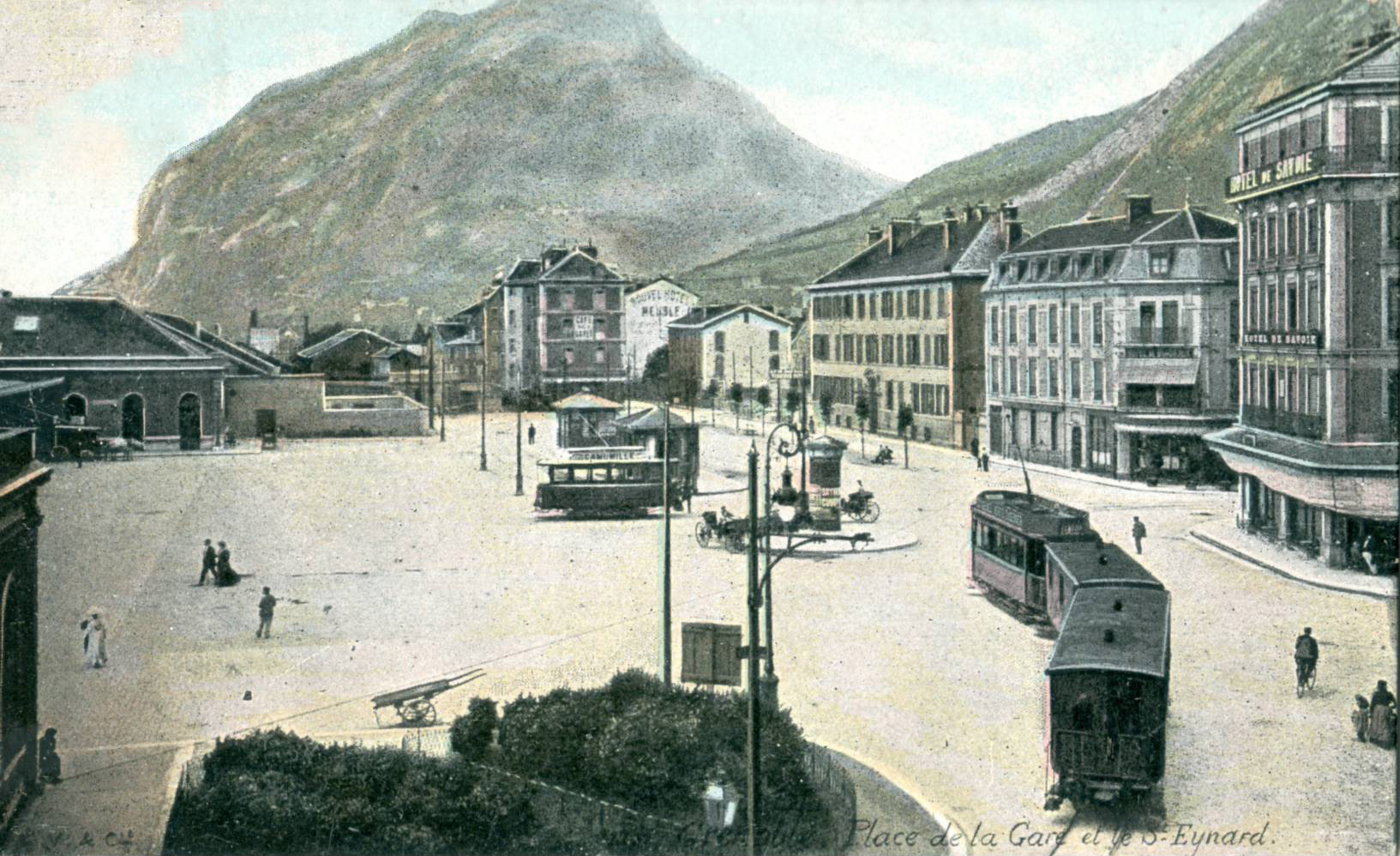
Un train des VFD (motrice et deux remorques) au terminus de la gare de Grenoble.

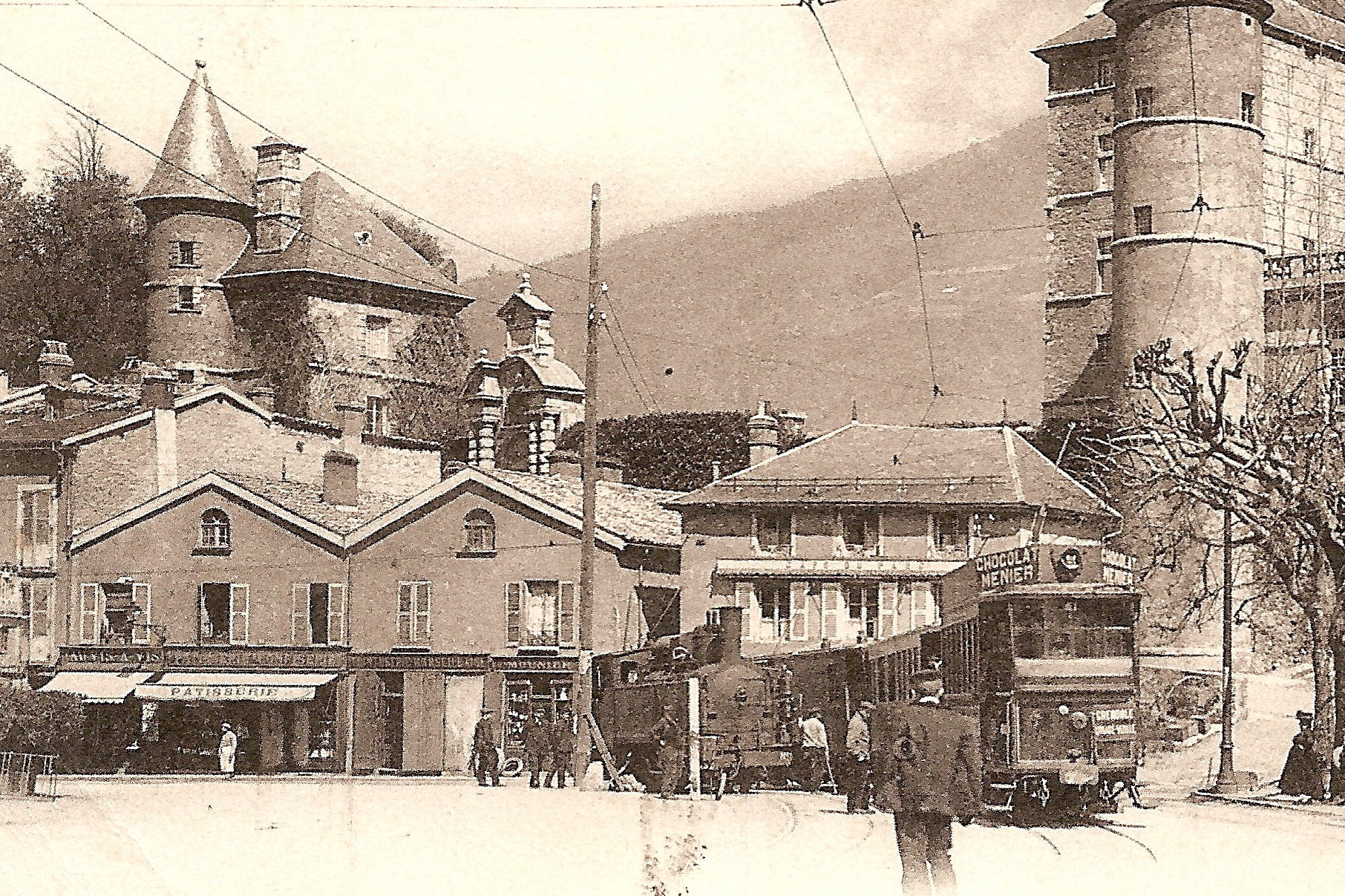
Station de Vizille-Ville (place du Château) au début du XXe siècle. Locomotive 040T Pinguely et motrice à châssis Brill.

La concession d'une ligne de Jarrie au Bourg-d'Oisans est attribuée à la Compagnie française des voies ferrées économiques (VFE). Les autorités locales refusent  l'attribution de la concession à cette société. 

### Société des voies ferrées du Dauphiné
Une nouvelle société est fondée en 1892, la Société des voies ferrées du Dauphiné (VFD). Société de droit privé, elle  se voit accorder une concession en 1893 sous le régime des voies ferrées d'intérêt local par le Département de l'Isère.
La ligne de Grenoble à Vizille est électrifiée au début du XXe siècle (600V courant continu, captation par perche orientable). L'électrification concerne également la ligne de Domène, prolongée par la suite vers Froges.
La gestion du réseau par la société privée VFD fait rapidement l'objet de critiques et le réseau est racheté en 1920 par le Conseil Général de l'Isère, l'exploitation étant faite désormais par une régie départementale.

### Régie départementale des voies ferrées du Dauphiné
La régie départementale des VFD reprendra en 1921 l'exploitation du réseau de la compagnie VFD alors en mauvaise santé financière.
Le rachat est suivi d'importants travaux de modernisation poursuivis jusqu'au début des années 1930.
Durant les années 1920-1930, la régie se voit également confier l'exploitation de plusieurs réseaux en difficulté ou confrontés à la concurrence routière, notamment dans l'ouest du département 
- En 1922 : les tramways de l'Ouest du Dauphiné, ex Tramways Départementaux de l'Isère ;
- En 1930 : les chemins de fer économiques du Nord (CEN), réseau de l'Isère, ligne Vienne - Voiron - La Ravignhouse  - Charavines ;
- En 1930 : le tramway de Grenoble à Chapareillan (TGC) ;
- En 1933 : le chemin de fer de Voiron à Saint-Béron.

Toutes ces lignes fermeront entre 1933 et 1938 et sont déclassées en 1939, sauf le tramway de Chapareillan dont la dernière section ferme en 1947.
Pour assurer les services de remplacement, la régie est amenée progressivement à développer un important réseau d'autocar. Sur les lignes d'origine, certains services voyageurs sont désormais assurés par voie routière. 
L'exploitation ferroviaire connaît un regain d'activité, dans le contexte très difficile de la Seconde Guerre mondiale, le réseau ferré rendant d'importants services. 
Les services d'autocar réapparaissent après la guerre et le trafic ferroviaire voyageurs est progressivement suspendu. Les dernières circulations régulières entre Grenoble et Uriage ont lieu en 1951. La ligne du Bourg-d'Oisans est limitée à Livet, le trafic marchandises se poursuit jusqu'en 1964. 
La section de voie comprise entre Jarrie et Vizille bénéficie de la pose d'un troisième rail à partir de 1949, permettant le trafic direct de wagons à voie normale (SNCF ou réseaux étrangers) à  la gare de Vizille-Terrasse, où d'importantes installations de transbordement sont construites. 
L'activité du réseau métrique cesse complètement le 10 novembre 1964, la section Jarrie-Vizille continuant d'être exploitée par voie normale. Par ailleurs les lignes d'autocar connaissent un développement important et deviennent désormais l'activité principale des VFD.

### La desserte de la vallée de la Romanche

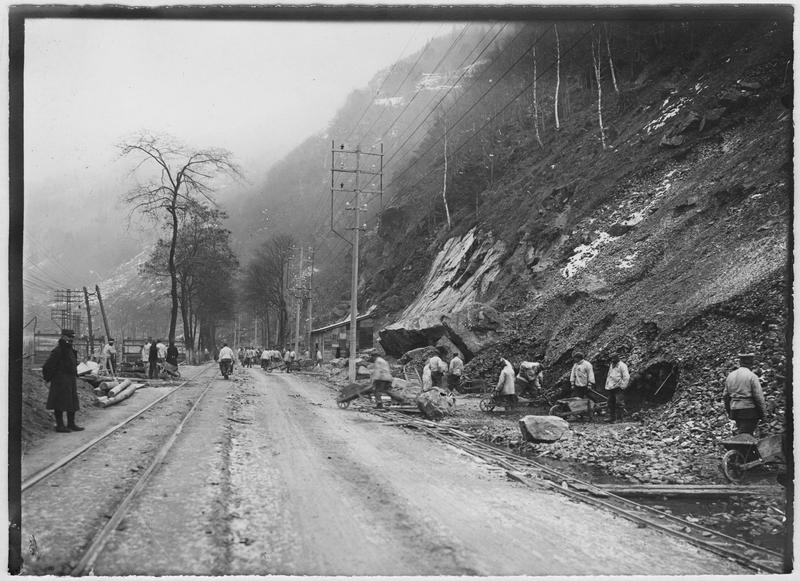
Chantier de prisonniers allemands agrandissant la route entre Rioupéroux et Livet-et-Gavet

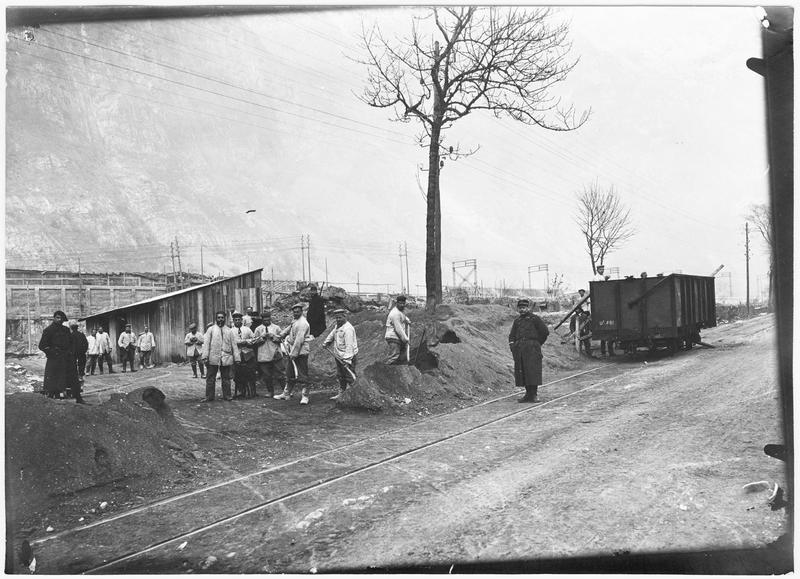
Chantier de prisonniers entre Rioupéroux et Livet-et-Gavet, remarquez la présence d'un wagon tombereau

Cette desserte avait deux objectifs : améliorer les communications avec le pays de l'Oisans et assurer la desserte des usines de la vallée situées à Rioupéroux et Livet. Des moyens considérables seront mis en œuvre pour convoyer dans les usines les matières premières et évacuer la production.

### Lignes

#### Réseau d'origine

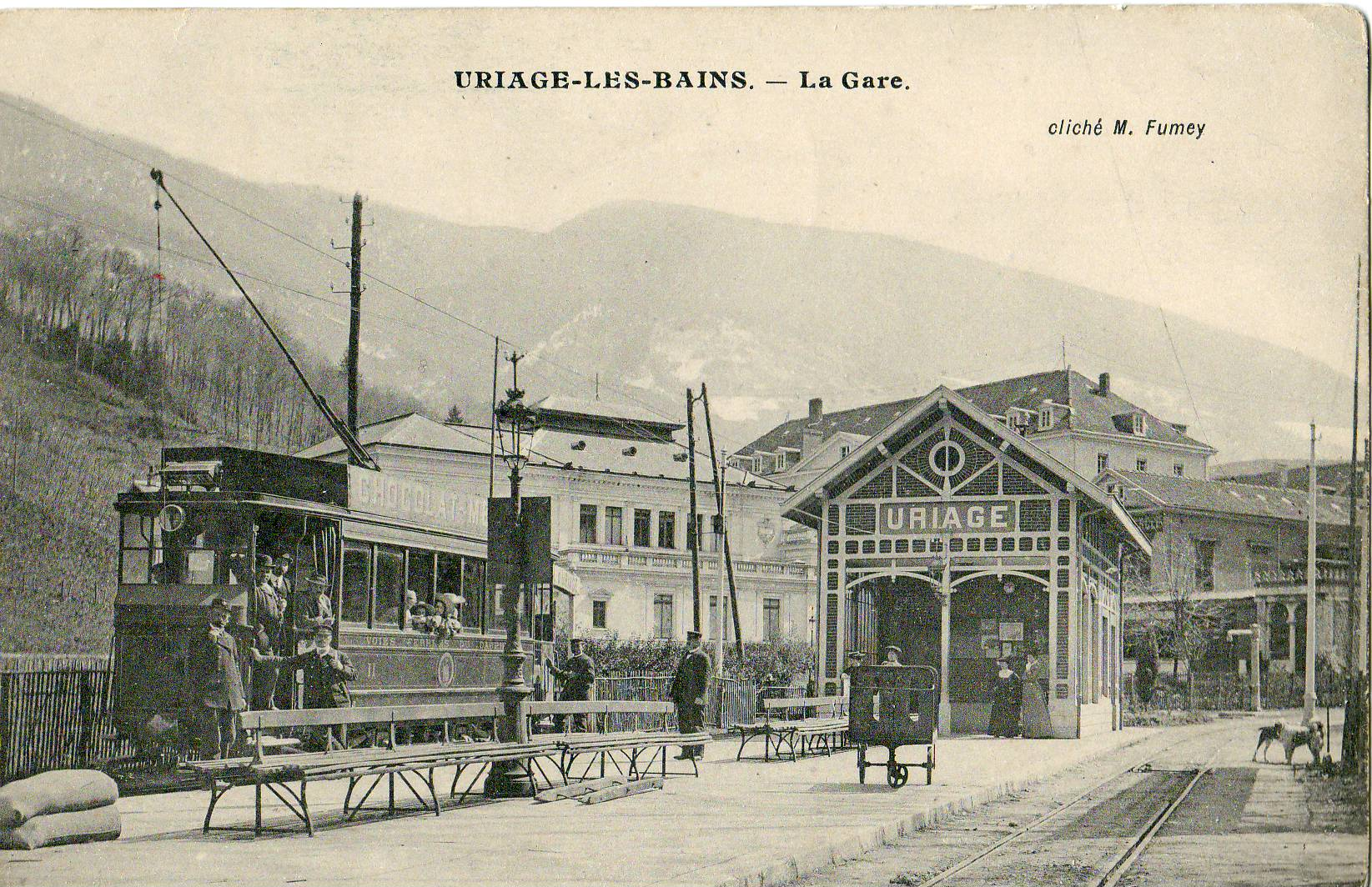
Les tramways VFD à Uriage au début du XX

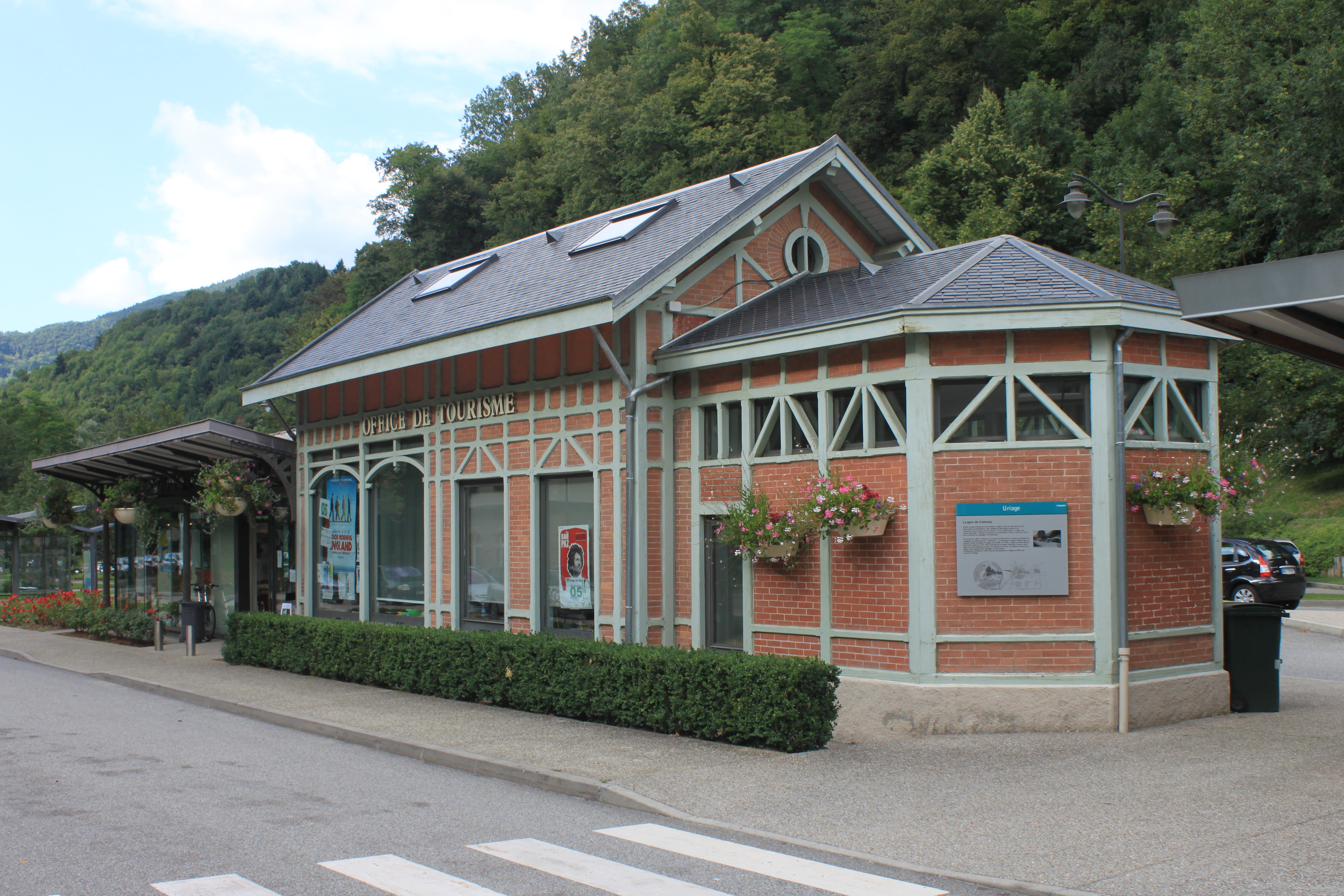
L'ex-gare des VFD d'Uriage, aujourd'hui devenue office du tourisme de la ville

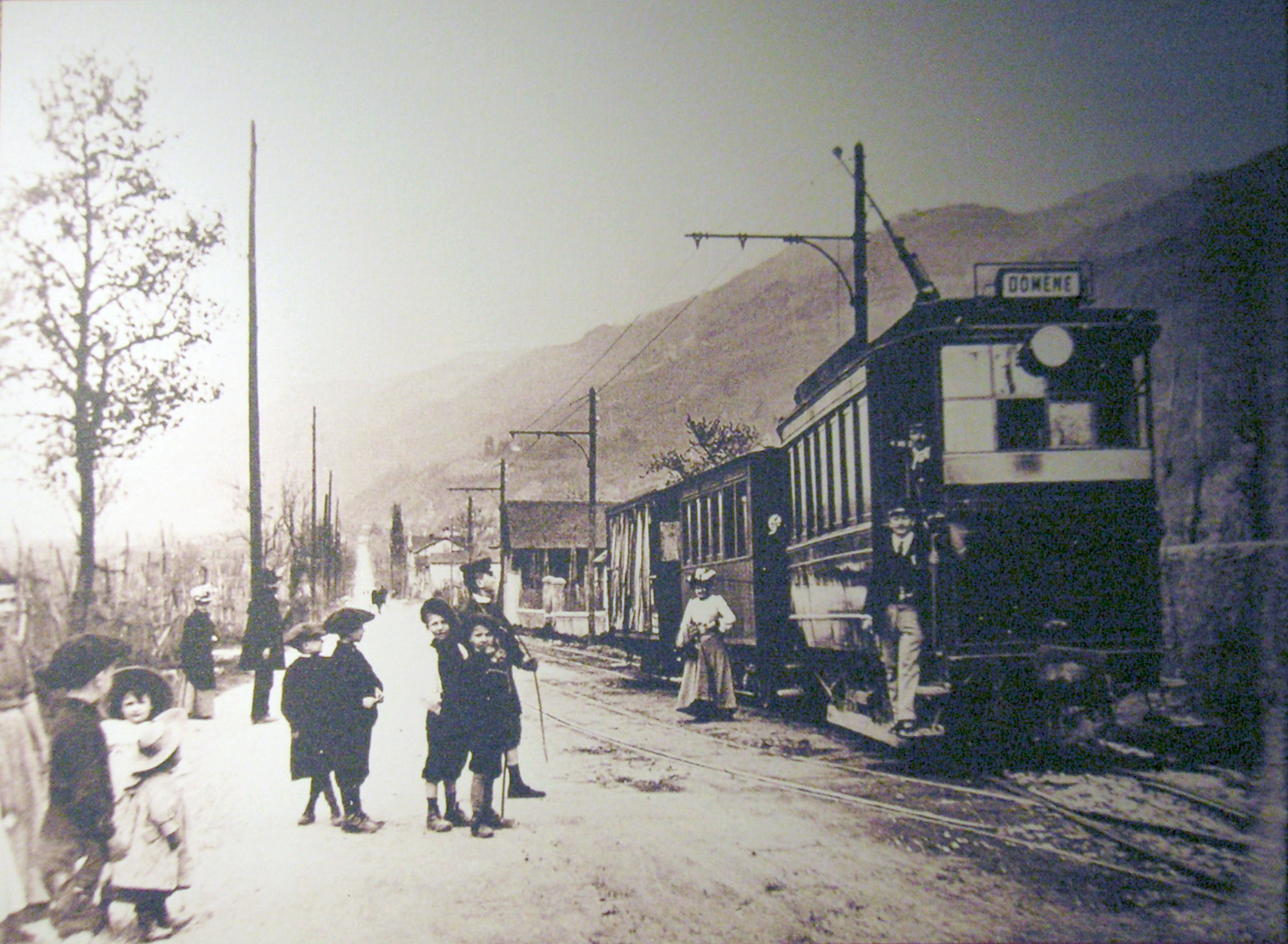
Tramway à Domène vers 1900.

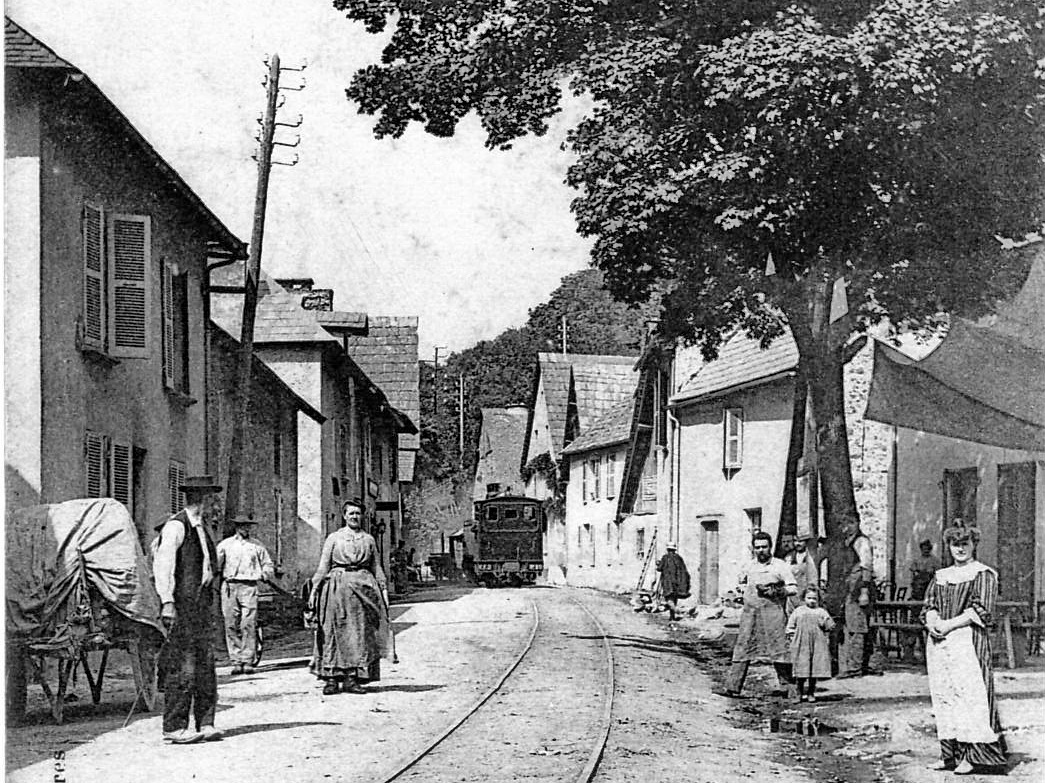
Une rame des VFD dans la rue principale de Livet

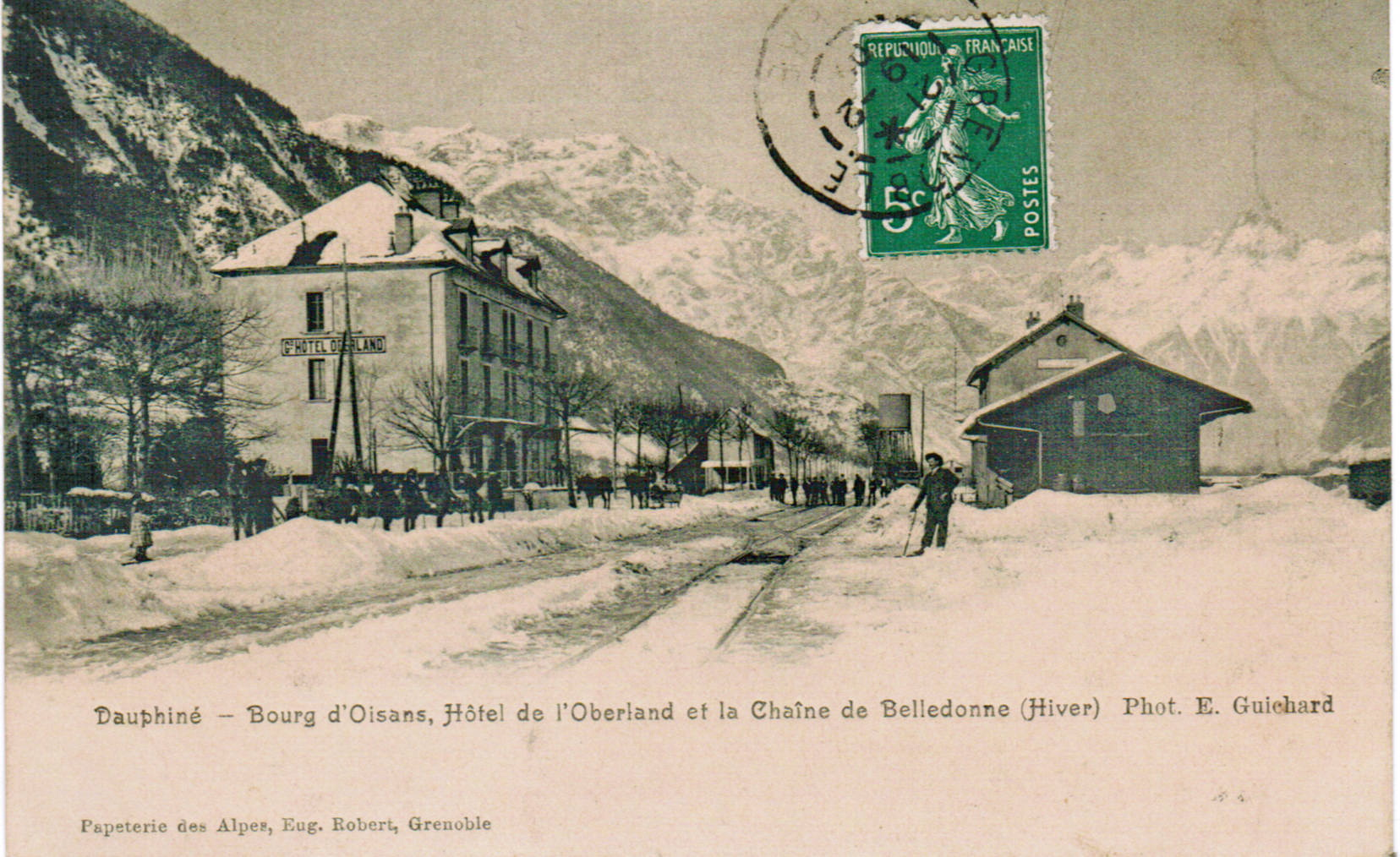
Le terminus de la ligne de la Romanche, au Bourg-d'Oisans

Les Voies Ferrées du Dauphiné (VFD) ont exploité directement trois lignes de chemins de fer secondaires principalement à voie métrique.
Le réseau d'origine atteint 72 kilomètres. Il assure un trafic voyageur et aussi un trafic marchandise. Le tonnage de ce dernier est le deuxième plus important du département, après la ligne de La Mure.
- Jarrie - Le Bourg-d'Oisans (35 km) :
  - Jarrie - Vizille (9 décembre 1893 - 1939)
  - Vizille - Rioupéroux (9 décembre 1893 - 31 juillet 1946)
  - Rioupéroux - Le Bourg-d'Oisans (2 juin 1894 - 31 juillet 1946)

- Grenoble - Vizille (24 km)[a]
  - Grenoble - Gières (2 juillet 1894 - 31 janvier 1948)
  - Gières - Vizille (2 juillet 1894 - 30 novembre 1946)

- Grenoble - Froges  (22 km) 
  - Grenoble - Gières (2 juillet 1894 - 31 janvier 1948)
  - Gières - Domène (30 juin 1898 - 2 décembre 1935)
  - Domène - Lancey  (18 aout 1908 - 2 décembre 1935)
  - Lancey - Brignoud (10 octobre 1913 - 2 décembre 1935)
  - Brignoud - Froges (1914 - 2 décembre 1935)

#### Lignes acquises
Après avoir été transformées en régie départementale, plusieurs compagnies de tramways et chemins de fer sont rachetées par le département de l'Isère et confiées aux VFD :
- Les lignes à voie métrique des futurs Tramways de l'Ouest du Dauphiné (TOD) rachetées à la Compagnie des chemins de fer du Sud de la France en 1922 :
  - Lyon - Saint-Marcellin
  - La Côte-Saint-André - Le Grand-Lemps
  - Bonpertuis - Le Pont-de-Beauvoisin
  - La Tour-du-Pin - Les Avenières

- le tramway Vienne - Charavines / Voiron à écartement métrique des Chemins de fer économiques du Nord (CEN) retrocédée aux VFD en 1929 ;
- le tramway Grenoble - Chapareillan (TGC) à écartement métrique exploité par la compagnie du même nom, rachetée par le département en 1930 ;
- chemin de fer de Voiron à Saint-Béron (VSB) racheté par le département 1932 et l'embranchement Saint-Laurent-du-Pont à Fouvoirie ;

- La ligne 16 du réseau des tramways lyonnais Lyon - la Balme est rachetée à la compagnie OTL en 1936, et son exploitation assurée par la régie à partir du 1er juillet 1937, au moyen d'autobus.

- La ligne à voie normale du Chemin de fer de l'Est de Lyon (CFEL) rétrocédée aux VFD le 11 mai 1939, uniquement pour le trafic voyageur, assuré dès lors par la route.
  - Lyon-Est - Saint Hilaire - Sablonnières -  Saint-Genix-d'Aoste
  - Lyon-Est - Saint Hilaire - Jallieu
  - Lyon-Est - Sablonnières - Montalieu

### Matériel roulant

#### Locomotives à vapeur

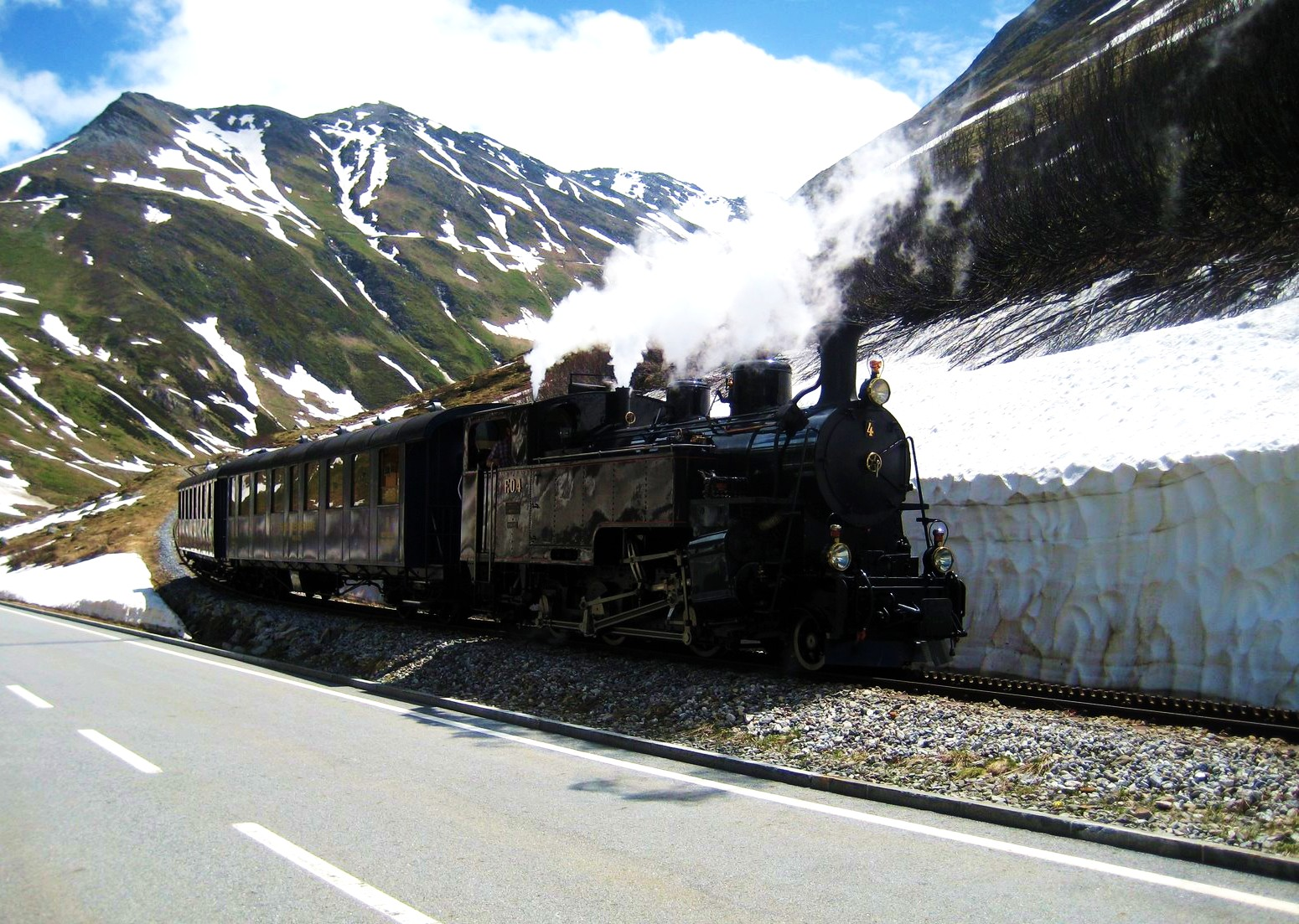
Locomotive no 4 du chemin de fer Furka Oberalp en Suisse, la 6 et la 7 acquises en 1947 par la régie, ont circulé entre Vizille et Livet

Les premières locomotives à vapeur de type 030T bicabine, sont construites par les Ateliers de construction du Nord de la France et fournies par les établissements Blanc-Misseron. Elles sont autorisées à circuler à partir de 1894. 
- N°1, livrée en 1893, numéro constructeur 71[3], ferraillée en 1939.
- N°2, livrée en 1893, numéro constructeur 72[3], ferraillée en 1949.
- N°3, livrée en 1893, numéro constructeur 73[3], ferraillée en 1949.
- N°4, livrée en 1893, numéro constructeur 74[3], ferraillée en 1930.
- N°5, livrée en 1894, numéro constructeur 80[3], vendue en 1902 aux Tramways de l'Artois.
- N°6, livrée en 1894, numéro constructeur 81[3].
- N°7, livrée en 1894, numéro constructeur 82[3], vendue en 1902 aux Tramways de l'Artois.
- N°8, livrée en 1894, numéro constructeur 83[3], ferraillée en 1930.
- N°9, livrée en 1894, numéro constructeur 84[3], ferraillée en 1930.
- N°10, livrée en 1894, numéro constructeur 85[3], ferraillée en 1939.
- N°11, livrée en 1894, numéro constructeur 86[3], ferraillée en 1930.
- N°12, livrée en 1894, numéro constructeur 87[3], vendue peu après 1902.
- N°13, livrée en 1894, numéro constructeur 88[3], vendue en 1902 au Fourvière Ouest-Lyonnais.
- N°14, livrée en 1894, numéro constructeur 89[3], ferraillée en 1939.
- N°15, livrée en 1894, numéro constructeur 90[3], vendue en 1902 au Chemin de fer de la Mure.
- N°16, livrée en 1894, numéro constructeur 91[3], vendue en 1902 au Fourvière Ouest-Lyonnais.

Des locomotives de type 040T plus puissantes sont livrées par les établissements Pinguely, quelques années plus tard, afin de négocier les rampes les plus dures à une vitesse suffisamment élevée pour permettre de faire circuler des trains de voyageurs ou d'augmenter le tonnage des trains de marchandises.
- N°17, livrée en 1922, numéro constructeur 365[4], ferraillée en 1951.
- N°18, livrée en 1922, numéro constructeur 366[4], ferraillée en 1951.
- N°19, livrée en 1922, numéro constructeur 367[4], ferraillée en 1951.
- N°20, livrée en 1906, vendue en 1951.

Des locomotives de type 130T provenant également des établissements Pinguely et acquises auprès des Chemins de fer départementaux de Rhône et Loire (CRL) sont utilisées.
- N°12, 1914, remplace la 030T N°12, acquise en 1914, ex CRL N°12, vendue en 1951.

- N°21, 1914, numéro constructeur 336, acquise en 1916, ex CRL N°13, vendue en juin 1951.
- N°22, 1914, numéro constructeur 342, acquise en 1916, ex CRL N°11, vendue en juin 1951.
- N°23, 1914, numéro constructeur 292, acquise en 1942, ex CRL N°8, fin de service en 1951.
- N°24, 1914, numéro constructeur 294, acquise en 1942, ex CRL N°10, ferraillée en 1947.
- N°41, 1914, numéro constructeur 295, acquise en 1929, ex CRL N°41, ferraillée en 1949.
- N°42, 1914, numéro constructeur 297, acquise en 1929, ex CRL N°42. ferraillée en 1951.

D'autres locomotives de type 030T sont fournies par les établissements Corpet-Louvet. 
- N°25, 1913, numéro constructeur 1442, livrée en 1920, ferraillée en 1949.
- N°26, 1913, numéro constructeur 1444, livrée en 1921, ferraillée en 1949.
- N°27, 1913, numéro constructeur 1445, livrée en 1921, ferraillée en 1949.

Ainsi que d'autres locomotives de type 130T fournies par les Établissements Piguet,
- N°30, 1909, livrée en 1921, vendue en 1942 au Tramways bretons.
- N°31, 1909, livrée en 1921, vendue en 1942.
- N°32, 1909, livrée en 1921, ferraillée en 1945.

Enfin des locomotives 030T sont acquises auprès des Tramways de l'Ouest du Dauphiné.
- N°33, 1909, acquise en 1939, fin de service en 1950.
- N°34, 1909, acquise en 1939, fin de service en 1950.

- N°51, bicabine, 1909, numéro constructeur 240, acquise en 1939, ex TOD N°31, vendue aux forges de Gueugnon puis rachetée par le Chemin de fer du Vivarais.
- N°52, bicabine, 1909, numéro constructeur 241, acquise en 1939, ex TOD N°32, ferraillée en 1949.

Par la suite les VFD achètent d'occasion auprès du Bière-Apples-Morges des locomotives d'origine SLM Winterthur. 
- N°1, 030T, 1894, numéro constructeur 883, acquise en 1947, fin de service en 1951.
- N°6, 130T, 1914, numéro constructeur 2416, ex Furka-Oberalp, acquise en 1946, vendue en 1951.
- N°7, 130T, 1914, numéro constructeur 2417, ex Furka-Oberalp, acquise en 1947, vendue en 1951.

#### Automotrices électriques
Il y a eu deux types d'automotrices circulant sur le réseau, les motrices à truck Brill fonctionnant sous 600V en courant continu dont  certaines sont équipées d'essieux radiant et les motrices à bogies fonctionnant sous 600 ou 1200V en courant continu.
- Gf 1001 à 1016, à truck Brill, construites par la Compagnie Française de Matériel de Transport, livrées à partir de 1902, 40 places.
- Motrices 1020 et 1021, à bogies, construites par la Société franco-belge et la Société Alsacienne, livrées en 1927, 36 places. La motrice 1020 sera reconstruite avec une nouvelle caisse métallique, à la suite d'un incendie de la caisse en bois d'origine.

#### Tracteurs électriques
À la suite de l'électrification de 1902 les VFD eurent besoin de tracteurs électriques pour faire face au trafic marchandises entre Grenoble et Vizille et particulièrement sur la section urbaine.
- T1, 1902, châssis Brill, transformée ultérieurement en tracteur à tourelle pour la ligne de contact.
- T2, 1922, à bogies, 20 tonnes, ferraillée en 1951.
- T3, acquis aux usines Frédet en 1922 puis cédée aux papeteries de Lancey en 1935.
- T4, 1923, construit aux ateliers de Vizille, mis en service en 1925 puis ferraillée en 1951.
- T5, 1923, construit  aux ateliers de Vizille, mis en service en 1926 puis ferraillée en 1948.

#### Locomotives Diesel

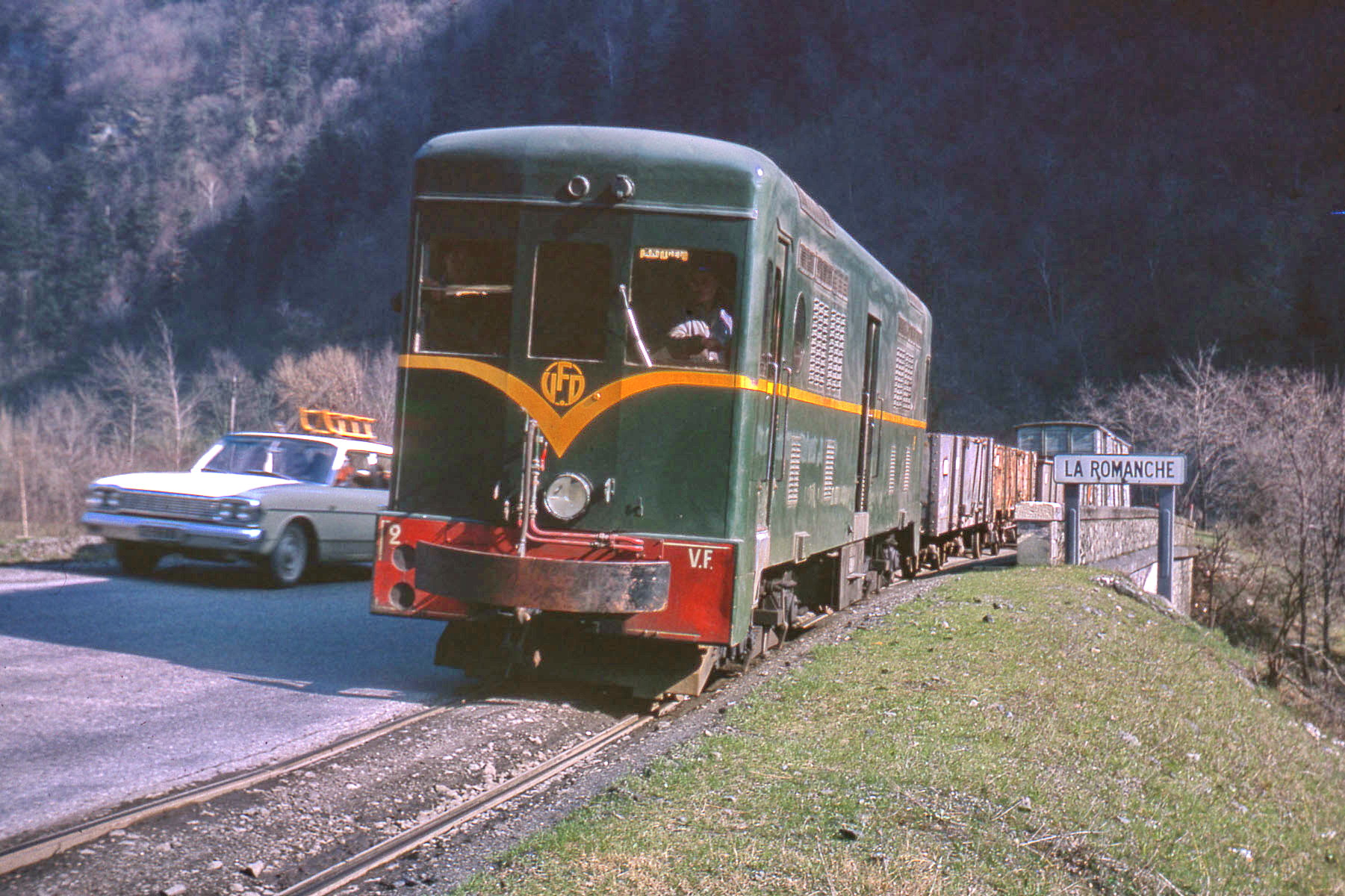
Locomotive VFD Brissonneau et Lotz T2, traversant la Romanche.

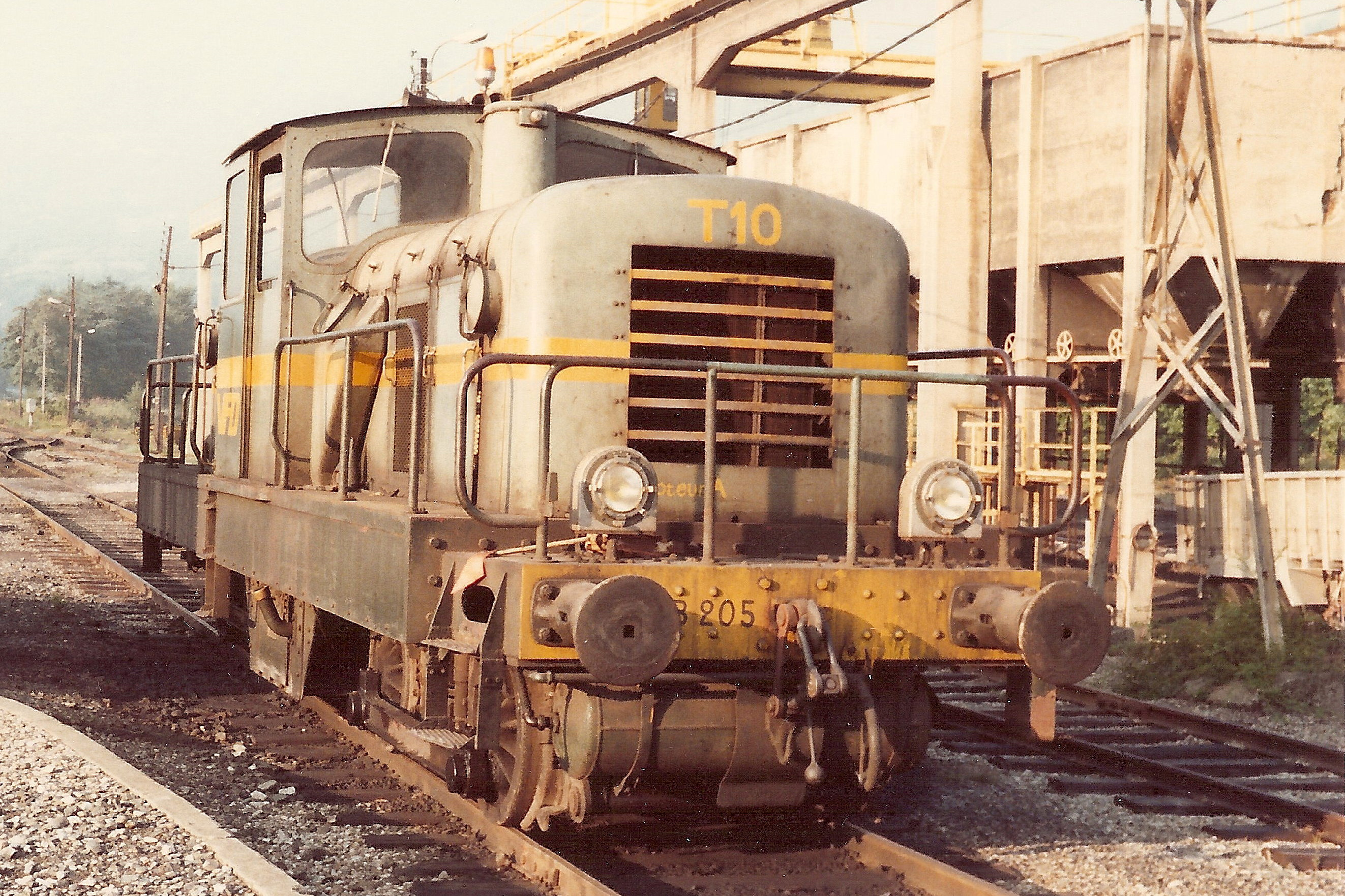
Locomotive T10 (ex BB 205) à Vizille-Terrasse.

Le matériel à moteur Diesel a servi uniquement au trafic marchandises entre Jarrie et Rioupéroux, celui-ci est composé de:
- Locomotives BB diesel-électrique à voie métrique, 50 tonnes, construit par Brissonneau et Lotz à moteurs Renault, livrées en 1951. 
  - T1, vendue aux Chemins de fer du Jura en 1977 et transférée aux Chemins de fer de Provence puis au Chemin de fer du Vivarais en 2022.
  - T2, transférée au Chemin de fer de la Mure en 1984.
  - T3, transférée aux Chemins de fer de Provence en 1964 puis au Chemin de fer du Vivarais en 2022.
  - T4, transférée au Chemin de fer de la Mure en 1984.
- Tracteurs à 3 essieux construits sur châssis de locomotive:
  - T11, 1950, voie normale, construit aux ateliers de Vizille, sur châssis locomotive Pinguely type 030T N°23.
  - T12, 1952, voie normale, construit aux ateliers de Vizille, sur châssis locomotive Pinguely type 030T N°21.
  - T13, 1953, voie métrique, construit aux ateliers de Vizille, sur châssis locomotive Pinguely type 030T N°22.
  - T14, 1948, voie métrique, construit par la CFD, sur châssis locomotive Corpet-Louvet type 030T N°13, acquis au CFD en 1954, transféré au HBD en 1965, préservé par le MTVS.
- Autres tracteurs à voie normale acquis par les VFD:
  - T6, voie normale, Fauvet Girel 1014, acquis au Chemin de fer de l'Est de Lyon en 1987.
  - T7, voie normale, Fauvet Girel 1022, acquis au Chemin de fer de l'Est de Lyon en 1987.
  - T10, 1954, voie normale, construit par la CFD, ex BB205, acquis en 1962.
  - T15, 1955, voie normale, construit par la CFD, ex BB207, acquis en 1978.

#### Voitures voyageurs

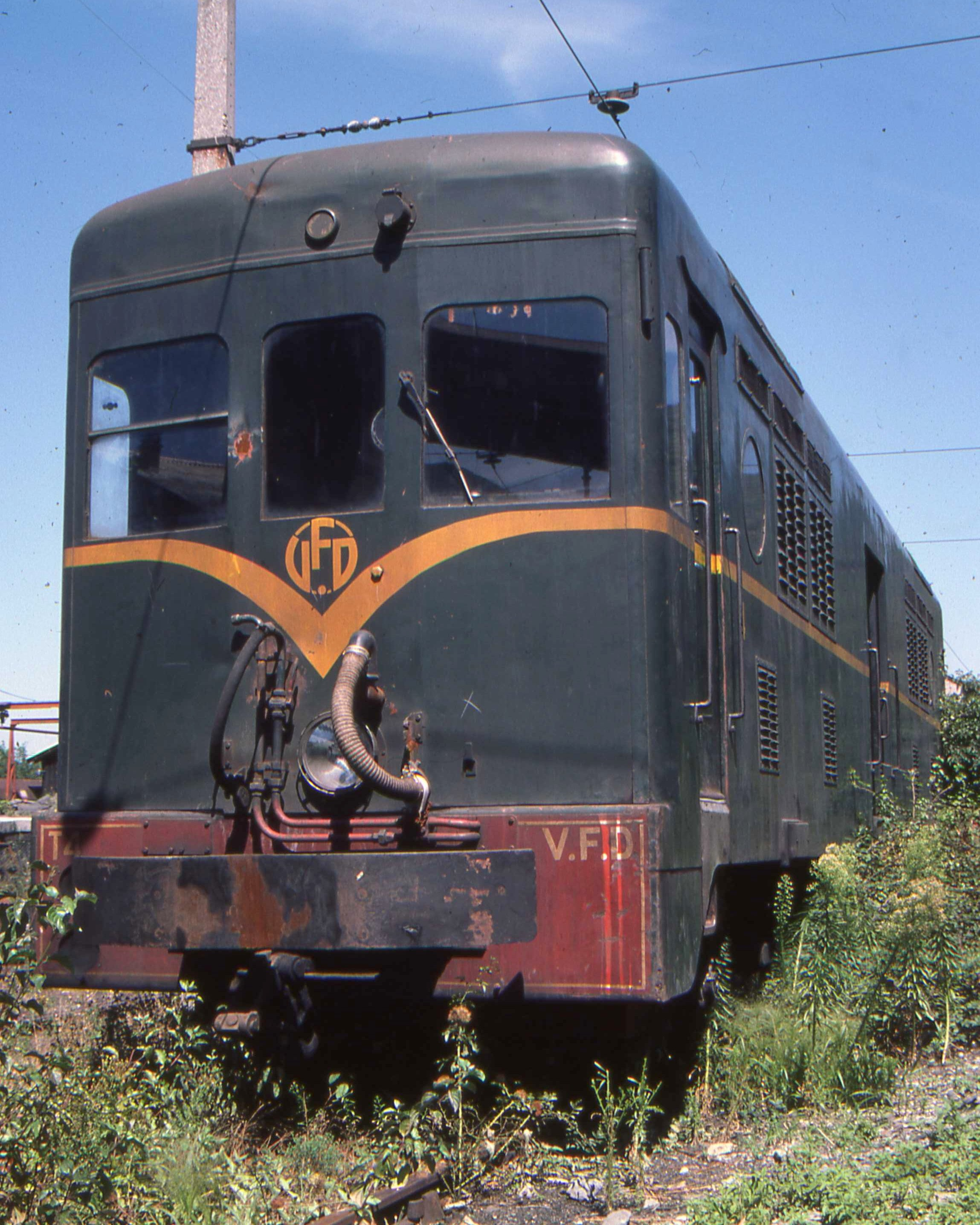
Tracteur T4 construit par Brissonneau et Lotz.

Tout ce parc était uniquement à voie métrique.
- Voitures à bogies :
  - ASf 1, 1893, 1 compartiment de 1re classe, 1 compartiment salon, accès par plateforme centrale
  - AAf 1 à 4, 1893, 2 compartiments de 1re classe, accès par plateforme centrale
  - ABf 1 à 5, 1893, 1 compartiment de 1re classe, 1 compartiment de 2e classe, accès par plateforme centrale
  - Bf 101 à 106, 1893, 1 compartiment  de 2e classe, accès par plateformes extrêmes
  - Bf 201 à 208, 1893, 1 compartiment  de 2e classe, accès par plateformes extrêmes
  - Bf 209 à 212, 1894, dites "Saint-Denis", 1 compartiment de 2e classe, accès par plateformes extrêmes
  - Ef 301 à 304, 1893, dites "Petit Break", 1 compartiment de 2e classe, caisse ouverte sur les côtés
  - Ef 305 à 308, dites "Grand Break", 1 compartiment de 2e classe, caisse ouverte sur les côtés
- Voitures à deux essieux:
  - ABf 1 à 12, 1904, 1 compartiment de 1re classe, 1 compartiment de 2e classe, accès par plateformes extrêmes
  - Bf 71 à 79, 1893,  1 compartiment de 2e classe, accès par plateformes extrêmes
- Voitures mixtes:
  - BDf 251 à 256, 1893, 1 compartiment de 2e classe, 1 compartiment fourgon

#### Wagons de marchandises
- Wagons à 2 essieux

Tombereaux:
168 (caisse en bois),
100 (caisse en fer),
Couverts: 86,
Plats: 54,
- Wagons spéciaux:

2 plats à bogies,
2 plats à 3 essieux, pour transport de charges lourdes

### Vers le transport par autocar
En 1987, les Voies Ferrées du Dauphiné exploitent un réseau régional d'autocar important.
Les activités de transport de marchandises entre Jarrie et Vizille sont devenues marginales (et déficitaires). Le secteur marchandises est cédé à une autre société (VFT) qui poursuit l'exploitation durant quelques années. C'est la fin de l'activité ferroviaire des VFD. Aujourd'hui cette section n'est plus exploitée. 
C'est en milieu urbain que le rail a trouvé un regain d'intérêt et il existe désormais à Grenoble une ligne de tramway moderne, à voie normale, au sein d'un réseau (TAG) ayant connu un développement important, reliant notamment la gare de Grenoble et Gières, stations autrefois desservies par les VFD jusqu'en 1948.

### Transformation en Société d'économie mixte

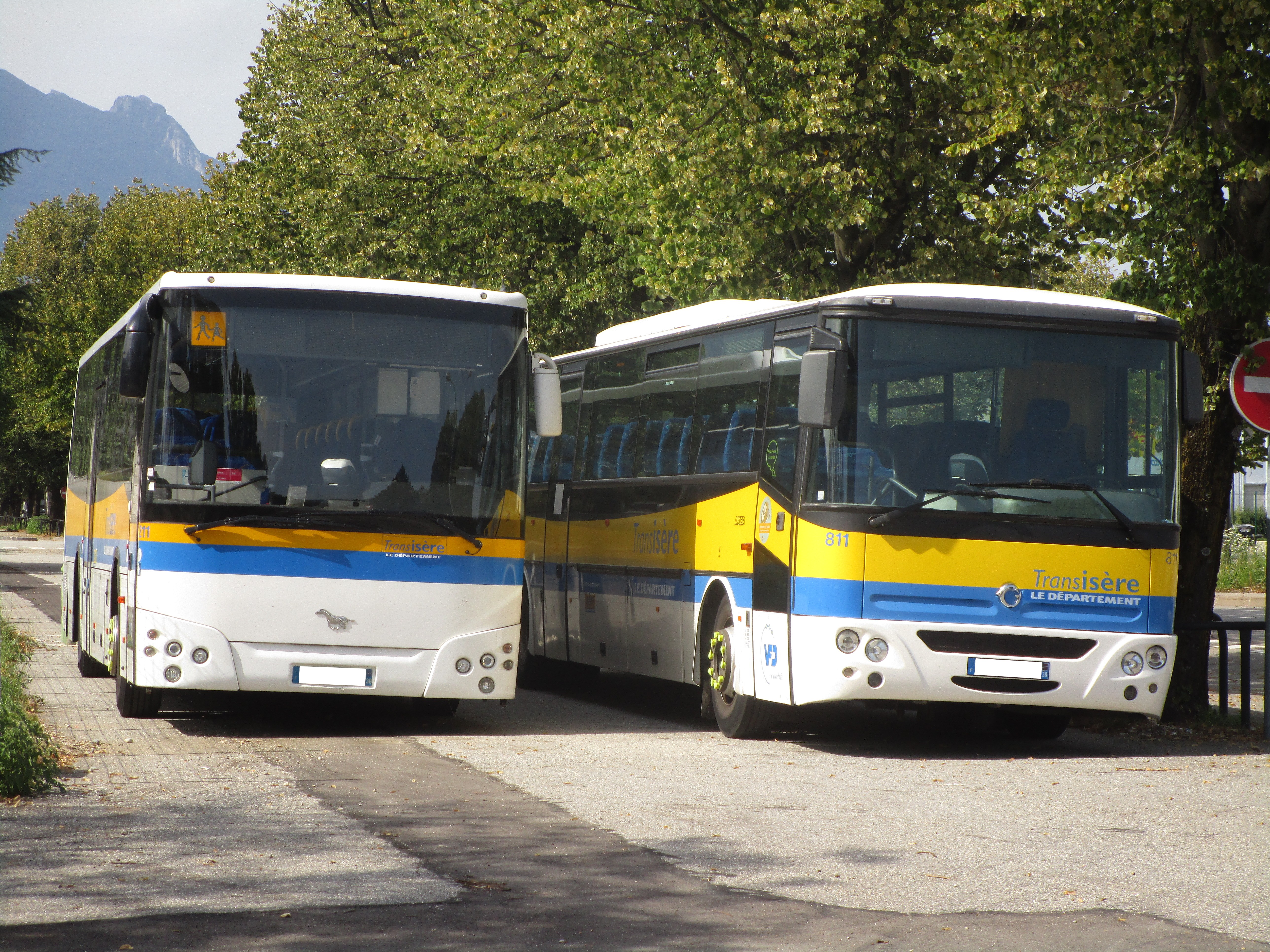
Deux autocars des VFD aux couleurs du réseau Transisère.

Le 3 juin 2005, la régie des VFD change de statut et se nomme SEM VFD au capital de 1 480 530 euros, ayant comme actionnaire majoritaire le conseil départemental de l'Isère ainsi que la présence d'entreprises privées dont le groupe Keolis (15 % du capital) exploitant aussi plusieurs lignes dans la région. Elle possède un parc de 300 véhicules sillonnant les routes de la région Rhône-Alpes et emploie plus de 600 personnes.
Elle participe à hauteur de 40 % au réseau Transisère et fait les liaisons Grenoble-Briançon (ligne LER 35) en coopération avec les régions PACA et Rhône-Alpes ainsi que Grenoble-Aéroport international de Genève via Chambéry (navette AEROCAR). 
L'entreprise dessert également 21 stations de ski à partir de la gare routière de Grenoble et exploite des lignes de transport scolaire. 

### Privatisation
En 2018, le conseil départemental de l'Isère revend sa part dans la société d'économie mixte VFD, qui devient alors une entreprise privée.
Le nouvel actionnaire majoritaire de l'entreprise est la Compagnie française des transports régionaux (CFTR). Créée en 2015, CFTR était déjà présente dans trois régions françaises : en Île-de-France, en Normandie et dans les Hauts-de-France, avec les groupes Cars Lacroix et SAVAC.